# Spike Edney
Spike Edney (Portsmouth, 11 de dezembro de 1951) é um músico britânico.
Nos anos 70, Spike trabalhou como pianista para Ben E. King e Edwin Starr. No início dos anos 80, excursionou com a banda The Boomtown Rats e Dexy’s Midnight Runners como um trombonista. Trabalhou também com uma banda de pop/soul chamada Lynx (David Grant era o seu talentoso cantor).

## Queen
Entre 1984 e 1986, Spike Edney acompanhou a banda Queen, nos teclados e como guitarrista base, em concertos ao vivo. Spike excursionou com o guitarrista Brian May nas tours dos dois discos solo de Brian. Também participou de discos e tours do baterista Roger Taylor, entre 1987 e 1991.
Em 1994, Spike formou a S.A.S. Band (Spike All Star Band), que contava com o baterista Cozy Powell, o baixista Neil Murray, o guitarrista Jamie Moses, entre outros. A banda passou por várias formações e incluiu uma ampla gama de músicos. A S.A.S. Band lançou um disco em 1997.
Em 2005, Brian May e Roger Taylor iniciaram uma colaboração com o vocalista Paul Rodgers (ex-Free, ex-Bad Company), sob o nome de Queen+Paul Rodgers, que acabou em maio de 2009, tendo gravado apenas um álbum de estúdio, lançado em 2008. Spike Edney estava novamente envolvido neste projecto, mais precisamente tocando teclados.